# بی ویو، نیو ساوت ولز
بی ویو (به انگلیسی: Bayview) یک منطقهٔ مسکونی در استرالیا است که در نیو ساوت ولز واقع شده‌است.